# Redcar and Cleveland
Redcar and Cleveland (vroeger  Langbaurgh) is een unitary authority en een district in de Engelse regio North East England, ceremonieel graafschap North Yorkshire, en telt 137.000 inwoners. De oppervlakte bedraagt 245 km².

## Demografie
Van de bevolking is 16,7% ouder dan 65 jaar. De werkloosheid bedraagt 5,2% van de beroepsbevolking (cijfers volkstelling 2001).
Het aantal inwoners daalde van ongeveer 145.900 in 1991 naar 139.132 in 2001.

## Plaatsen
- Brotton
- Redcar
- Saltburn-by-the-Sea
- Skelton

## Civil parishes
Het district kent de volgende civil parishes: 
- Guisborough
- Lockwood
- Loftus
- Saltburn, Marske and New Marske
- Skelton and Brotton

Bath and North East Somerset* · Bedfordshire · Berkshire · Blackburn & Darwen* · Blackpool* · Bournemouth* · Brighton & Hove* · Bristol* · Buckinghamshire · Cambridgeshire · Cheshire · Cornwall · Cumbria · Darlington* · Derby* · Derbyshire · Devon · Dorset · Durham · East Riding of Yorkshire* · East Sussex · Essex · Gloucestershire · Greater London · Greater Manchester · Halton* · Hampshire · Hartlepool* · Herefordshire* · Hertfordshire · Hull* · Isle of Wight* · Kent · Lancashire · Leicester* · Leicestershire · Lincolnshire · Luton* · Medway* · Merseyside · Middlesbrough* · Milton Keynes* · Norfolk · Northamptonshire · Northumberland · North East Lincolnshire* · North Lincolnshire * · North Somerset* · North Yorkshire · Nottingham* · Nottinghamshire · Oxfordshire · Peterborough* · Plymouth* · Poole* · Portsmouth* · Redcar & Cleveland* · Rutland* · Shropshire · Somerset · Southend-on-Sea* · Southampton* · South Gloucestershire* · South Yorkshire · Staffordshire · Stockton-on-Tees* · Stoke-on-Trent* · Suffolk · Surrey · Swindon* · Telford & Wrekin* · Thurrock* · Torbay* · Tyne & Wear · Warrington* · Warwickshire · West Midlands · West Sussex · West Yorkshire · Wiltshire · Worcestershire · York* 
Overig: Ceremoniële graafschappen · Traditionele graafschappen